# Брауліо Нобрега
Брауліо Нобрега (ісп. Braulio Nóbrega, нар. 18 вересня 1985, Пуерто-дель-Росаріо) — іспанський футболіст, що грав на позиції нападника.
Виступав, зокрема, за клуби «Атлетіко», «Реал Сарагоса» та «Реал Сарагоса», а також юнацьку збірну Іспанії.

## Клубна кар'єра
У дорослому футболі дебютував 2003 року виступами за команду «Атлетіко Мадрид Б», у якій провів один сезон. 
Своєю грою за цю команду привернув увагу представників тренерського штабу головної команди клубу «Атлетіко», до складу якого приєднався 2004 року. Відіграв за мадридський клуб наступний сезон своєї ігрової кар'єри.
Згодом з 2006 по 2008 рік грав у складі команд «Мальорка», «Саламанка» та «Хетафе».
У 2008 році уклав контракт з клубом «Реал Сарагоса», у складі якого провів наступний рік своєї кар'єри гравця. Більшість часу, проведеного у складі сарагоського «Реала», був основним гравцем атакувальної ланки команди.
Протягом 2010 року захищав кольори клубу «Рекреатіво».
З 2010 року знову, цього разу один сезон захищав кольори клубу «Реал Сарагоса». Граючи у складі сарагоського «Реала» також здебільшого виходив на поле в основному складі команди.
Протягом 2012—2018 років захищав кольори клубів «Картахена», «Еркулес», «Джохор Дарул Тазім», «Рекреатіво», «Каллоні», «Каудаль», «Докса» та «Бенгалуру».
Завершив ігрову кар'єру у команді «Алькояно», за яку виступав протягом 2018—2019 років.

## Виступи за збірну
У 2005 році у складі юнацької збірної Іспанії (U-20) зіграв 1 гру.

## Статистика виступів

### Статистика клубних виступів
| Сезон                     | Команда                   | Чемпіонат                 | Чемпіонат | Чемпіонат | Національний кубок | Національний кубок | Національний кубок | Континентальні кубки | Континентальні кубки | Континентальні кубки | Інші змагання | Інші змагання | Інші змагання | Усього | Усього |
| Сезон                     | Команда                   | Ліга                      | Ігор      | Голів     | Ліга               | Ігор               | Голів              | Ліга                 | Ігор                 | Голів                | Ліга          | Ігор          | Голів         | Ігор   | Голів  |
| ------------------------- | ------------------------- | ------------------------- | --------- | --------- | ------------------ | ------------------ | ------------------ | -------------------- | -------------------- | -------------------- | ------------- | ------------- | ------------- | ------ | ------ |
| 2004–05                   | «Атлетіко»                | ПД                        | 11        | 0         | -                  | -                  | -                  | КІ                   | 2                    | 0                    | -             | -             | -             | 13     | 0      |
| 2005-січ. 2006            | «Атлетіко»                | ПД                        | 1         | 0         | -                  | -                  | -                  | -                    | -                    | -                    | -             | -             | -             | 1      | 0      |
| Усього за «Атлетіко»      | Усього за «Атлетіко»      | Усього за «Атлетіко»      | 11        | 0         |                    | -                  | -                  |                      | 2                    | 0                    |               | -             | -             | 13     | 0      |
| січ.-черв. 2006           | «Мальорка»                | ПД                        | 2         | 0         | -                  | -                  | -                  | -                    | -                    | -                    | -             | -             | -             | 2      | 0      |
| 2006–07                   | «Саламанка»               | СД                        | 39        | 14        | -                  | -                  | -                  | -                    | -                    | -                    | -             | -             | -             | 39     | 14     |
| 2007–08                   | «Хетафе»                  | ПД                        | 19        | 3         | КІ                 | 8                  | 0                  | КУЄФА                | 10                   | 3                    | -             | -             | -             | 19     | 3      |
| 2008–09                   | «Реал Сарагоса»           | СД                        | 25        | 3         | -                  | -                  | -                  | -                    | -                    | -                    | -             | -             | -             | 25     | 3      |
| 2009-січ. 2010            | «Реал Сарагоса»           | ПД                        | 3         | 0         | -                  | -                  | -                  | -                    | -                    | -                    | -             | -             | -             | 3      | 0      |
| січ.-черв. 2010           | «Рекреатіво»              | СД                        | 20        | 2         | -                  | -                  | -                  | -                    | -                    | -                    | -             | -             | -             | 20     | 2      |
| 2010–11                   | «Реал Сарагоса»           | ПД                        | 27        | 3         | КІ                 | 2                  | 0                  | -                    | -                    | -                    | -             | -             | -             | 29     | 3      |
| лип.-жовт. 2011           | «Реал Сарагоса»           | ПД                        | 2         | 0         | КІ                 | 0                  | 0                  | -                    | -                    | -                    | -             | -             | -             | 2      | 0      |
| Усього за «Реал Сарагоса» | Усього за «Реал Сарагоса» | Усього за «Реал Сарагоса» | 57        | 6         |                    | 2                  | 0                  |                      | -                    | -                    |               | -             | -             | 59     | 6      |
| жовт. 2011–12             | «Картахена»               | СД                        | 18        | 6         | КІ                 | 0                  | 0                  | -                    | -                    | -                    | -             | -             | -             | 18     | 6      |
| 2012–13                   | «Еркулес»                 | СД                        | 14        | 5         | КІ                 | 0                  | 0                  | -                    | -                    | -                    | -             | -             | -             | 14     | 5      |
| 2013–14                   | «Джохор Дарул Тазім»      | MSL                       | 0         | 0         | -                  | -                  | -                  | -                    | -                    | -                    | -             | -             | -             | 0      | 0      |
| 2014–15                   | «Рекреатіво»              | СД                        | 24        | 0         | КІ                 | 1                  | 0                  | -                    | -                    | -                    | -             | -             | -             | 25     | 0      |
| Усього за «Рекреатіво»    | Усього за «Рекреатіво»    | Усього за «Рекреатіво»    | 44        | 2         |                    | 1                  | 0                  |                      | -                    | -                    |               | -             | -             | 45     | 2      |
| 2015–16                   | «Каллоні»                 | ЧГ                        | 5         | 0         | КГ                 | 0                  | 0                  | -                    | -                    | -                    | -             | -             | -             | 0      | 0      |
| Усього за кар'єру         | Усього за кар'єру         | Усього за кар'єру         | 178       | 22        |                    | 11                 | 0                  |                      | 12                   | 3                    |               | -             | -             | 203    | 25     |